# Episodi di Valor
La prima stagione di Valor è stata trasmessa negli Stati Uniti dal 9 ottobre 2017 al 29 gennaio 2018 su The CW.
In Italia la prima stagione ha debuttato nel preserale su Rai 4 dal 16 gennaio 2020 al 23 gennaio 2020.
| nº | Titolo originale   | Titolo italiano       | Prima TV originale | Prima TV in italiano |
| -- | ------------------ | --------------------- | ------------------ | -------------------- |
| 1  | Pilot              | Abbattuti             | 9 ottobre 2017     | 16 gennaio 2020      |
| 2  | Esprit de Corps    | Spirito di squadra    | 16 ottobre 2017    | 16 gennaio 2020      |
| 3  | Soldier Ready      | Pronti all'azione     | 23 ottobre 2017    | 17 gennaio 2020      |
| 4  | Zero Visibility    | Visibilità zero       | 30 ottobre 2017    | 17 gennaio 2020      |
| 5  | Full Battle Rattle | Recupero ostaggi      | 6 novembre 2017    | 20 gennaio 2020      |
| 6  | I Got Your Six     | Ti guardo le spalle   | 13 novembre 2017   | 20 gennaio 2020      |
| 7  | Blurred Lines      | Labili confini        | 20 novembre 2017   | 21 gennaio 2020      |
| 8  | About-Face         | Voltafaccia           | 4 dicembre 2017    | 21 gennaio 2020      |
| 9  | Stay Frosty        | Resta concentrato     | 11 dicembre 2017   | 22 gennaio 2020      |
| 10 | Ciphers            | Messaggi cifrati      | 1 gennaio 2018     | 22 gennaio 2020      |
| 11 | Command & Control  | Comando e controllo   | 15 gennaio 2018    | 23 gennaio 2020      |
| 12 | Oscar Mike         | Libero                | 22 gennaio 2018    | 23 gennaio 2020      |
| 13 | Costs of War       | Il costo della guerra | 29 gennaio 2018    | 23 gennaio 2020      |